# Dash Berlin
Dash Berlin is een Nederlands tranceproject uit Den Haag, gevormd in 2007. De groep bestaat uit het duo Eelke Kalberg en Sebastiaan Molijn. Tot juni 2018 maakte ook dj Jeffrey Sutorius deel uit van de groep. Sutorius werd bekend als het gezicht en de frontman van Dash Berlin.
Kalberg en Molijn maken al ruim tien jaar deel uit van de internationale dancescene, zo schreven ze hits voor acts als Alice DeeJay, Vengaboys en Candee Jay. Daarnaast werkten ze samen met dj Sander Kleinenberg aan hits als This Is Miami en The Fruit en maakten ze remixes voor internationale sterren als Justin Timberlake, Janet Jackson, N.E.R.D., Usher, Lenny Kravitz, Junkie XL, Röyksopp, Mylo en Annie Lennox.
Dash Berlin won een International Dance Music Award voor hun nummer Waiting in de categorie "Best High Energy Track". Daarnaast werd het nummer 3 keer genomineerd tijdens het prijzenevenement tijdens WMC in Miami in 2009. Het nummer Waiting was een samenwerkingsproject met Emma Hewitt.
Waiting en Man On The Run waren dat jaar beide genomineerd in de categorie "Best Trance Track". De luisteraars van het radioprogramma van Armin van Buuren verkozen het nummer Waiting tot het op een na beste trancenummer van 2009. De bijbehorende videoclip was opgenomen in Rotterdam en werd op YouTube meer dan 9 miljoen keer bekeken.
In 2010 was Dash Berlin genomineerd voor "Beste Europese DJ" tijdens de IDMA's en kwam het duo binnen in de DJ Mag Top 100 op plaats 15. Daarmee won het de prijs voor hoogste nieuwe binnenkomer. In 2011 eindigde Dash Berlin in dezelfde lijst op plaats 8. In 2012 schoof het trio een plek omhoog en kwam het op de zevende plek te staan. In 2013 staat Dash Berlin op de tiende plek in de lijst.

## Geschiedenis
Jeffrey Sutorius werd in november 1979 geboren in Den Haag. Tijdens zijn tijd op de middelbare school werd Sutorius liefhebber van elektronische muziek. Later ging hij in een platenzaak werken en begon hij tranceplaten te verzamelen. Begin 2006 begon Sutorius te draaien in de undergroundscene, waarna hij binnen een jaar samenwerkte met Kalberg en Molijn om vervolgens Dash Berlin te vormen.
De doorbraak van Dash Berlin vond plaats in 2007 toen zij het nummer Till the Sky Falls Down uitbrachten. Armin van Buuren besteedde veel aandacht aan het nummer en plaatste het op zijn mixalbum Universal Religion 3. Vervolgens tekenden Karlberg, Molijn en Sutorius een contract met Armada Music.
Begin 2009 richtte Dash Berlin zijn eigen label op, genaamd Aropa. Het eerste nummer dat onder dit label verscheen, was Man on the Run, waarvoor samengewerkt werd met Cerf, Mitiska & Jaren. Het nummer werd lovend ontvangen en genomineerd voor een Trance Award in de categorie "Best Trance Track".
In oktober 2009 kwam het debuutalbum The New Daylight uit, waarop eerdere hits waren gecombineerd met nieuwe nummers. Na de verschijning van het album volgde een wereldtournee die in januari 2010 in Australië begon. Daarnaast stond Dash Berlin op nationale evenementen, waaronder Trance Energy in Utrecht, A State Of Trance 450 in Bratislava en Dance Valley in Spaarnwoude.
In maart 2010 bracht Dash Berlin zijn eerste officiële dj-mixalbum uit, een dubbelalbum getiteld United Destination. Hierop stond onder andere een remix van het nummer Not Giving Up on Love, een samenwerking tussen Armin van Buuren en Sophie Ellis-Bextor. Daarnaast remixte Dash Berlin het nummer You and I van de Deense zangeres Medina. Dit nummer stond 52 weken in de hitlijsten, waarvan 6 weken op nummer 1. Daarmee was het een van de bestverkochte singles van 2009 in Denemarken.
In 2011 werd de opvolger van United Destination uitgebracht, namelijk United Destination 2011. Op dit album stond onder meer het nummer Earth Hour, waarvan de video citaten bevatte van de Hollywoodacteur Edward Norton en citaten uit de toespraak "I Am Only A Child" van de mensenrechtenactivist Severn Suzuki.
In 2011 werkte Dash Berlin opnieuw samen met Emma Hewitt, voor het nummer Disarm Yourself. De bijbehorende video werd in Australië opgenomen, enkele weken voor de overstromingen in Australië. Emma Hewitt en Dash Berlin besloten alle opbrengsten van het nummer te schenken aan het Flood Relief Fund.
Enkele festivals waar Dash Berlin in 2011 te zien was, zijn het Electric Daisy Festival in Las Vegas, A State Of Trance 500 in Buenos Aires, Eurofest in Mexico-Stad, Mayday in Minsk en het Sunrise Festival in Kolobzreg.
Op 28 november 2012 kwam de groep binnen de trance-scene in opspraak toen zij in verband met een ingepland optreden georganiseerd door Armada Music via Twitter lieten weten er niet van gediend te zijn voor zo weinig geld op te treden. Armin van Buuren twitterde terug dat hij verbaasd was over de wijze van uiten van teleurstelling, en dat er nog nooit zoveel geld (20.000 euro) was aangeboden voor een ASOT-act. Ondertussen had de organisatie van het ASOT-feest Dash Berlin uit het programma geschrapt. De tweets worden later verwijderd door beide partijen en Armada zwijgt lange tijd. Uiteindelijk laat Armada Music via woordvoering weten "dat het probleem is opgelost".
Op 18 juni 2018 maakte Sutorius bekend niet langer meer met Kalberg en Molijn samen te werken. Als redenen voerde hij jarenlang mismanagement en het verwaarlozen van zijn belangen aan.
Op 19 juni 2018 verschijnt er een persbericht c.q. statement van Sutorius waarin hij aangeeft dat Kalberg en Molijn buiten zijn medeweten om de naam Dash Berlin geregistreerd hebben, en dat hij zijn advocaten heeft laten weten de zaak op te pakken. Het persbericht verschijnt niet via sociale mediakanalen: Toegang tot deze is Sutorius volgens hem op dat moment al ontzegd.
Op 21 juni 2019 maakte Jeffrey Sutorius bekend alleen verder te gaan als Dash Berlin.
Op 29 maart 2021 maakte Jeffrey Sutorius op zijn facebook pagina bekend dan hij voortaan produceert, optreed en muziek uitbrengt onder zijn eigen naam "Jeffrey Sutorius". De aankondiging kwam nadat hij een rechtszaak verloren had met de voormalige leden van de groep, wie sinds 17 maart de wetmatige eigenaars zijn van het Dash Berlin merk.

## Inspiratie
Dash Berlin wordt geïnspireerd door grote namen als Sven Väth, Oliver Lieb en Sander Kleinenberg.

## Discografie

### Albums
| Album met eventuele hitnotering(en) in de Nederlandse Album Top 100 | Datum van verschijnen | Datum van binnenkomst | Hoogste positie | Aantal weken | Opmerkingen |
| ------------------------------------------------------------------- | --------------------- | --------------------- | --------------- | ------------ | ----------- |
| The new daylight                                                    | 2009                  | -                     |                 |              |             |
| The new daylight: The remixes                                       | 2010                  | -                     |                 |              |             |
| United destination                                                  | 26-03-2010            | -                     |                 |              |             |
| United destination 2011                                             | 13-05-2011            | -                     |                 |              |             |
| #Musicislife                                                        | 2012                  | 05-05-2012            | 38              | 2            |             |
| #Musicislife (deluxe)                                               | 2013                  |                       |                 |              |             |
| We Are (Part 1)                                                     | 2014                  |                       |                 |              |             |
| We Are (Part 2)                                                     | 2017                  |                       |                 |              |             |

### Singles
| Single met eventuele hitnotering(en) in de Nederlandse Top 40 | Datum van verschijnen | Datum van binnenkomst | Hoogste positie | Aantal weken | Opmerkingen                                             |
| ------------------------------------------------------------- | --------------------- | --------------------- | --------------- | ------------ | ------------------------------------------------------- |
| Till the sky falls down                                       | 2008                  | 19-04-2008            | 37              | 2            | Nr. 36 in de Single Top 100                             |
| Feel U here                                                   | 2009                  | -                     |                 |              |                                                         |
| Surround me                                                   | 2009                  | -                     |                 |              |                                                         |
| The new daylight                                              | 2009                  | -                     |                 |              |                                                         |
| The night time                                                | 2009                  | -                     |                 |              |                                                         |
| Renegade                                                      | 2009                  | -                     |                 |              | met DJ Remy                                             |
| Waiting                                                       | 2009                  | -                     |                 |              | met Emma Hewitt                                         |
| To be the one                                                 | 2009                  | -                     |                 |              | met Idaho                                               |
| End of silence                                                | 2009                  | -                     |                 |              | met Rowald Steyn & Nina Deli                            |
| Believe in you                                                | 2009                  | -                     |                 |              | met Sarah Howells & Secede                              |
| Wired                                                         | 2009                  | -                     |                 |              | met Susana                                              |
| Man on the run                                                | 2009                  | -                     |                 |              | met Cerf, Mitiska & Jaren / Nr. 93 in de Single Top 100 |
| Armada night "The after"                                      | 2009                  | -                     |                 |              |                                                         |
| Never cry again                                               | 2010                  | -                     |                 |              |                                                         |
| Janeiro                                                       | 2010                  | -                     |                 |              | met Solid Sessions                                      |
| Apollo road                                                   | 2011                  | -                     |                 |              | met ATB                                                 |
| Earth hour                                                    | 2011                  | -                     |                 |              |                                                         |
| Disarm yourself                                               | 2011                  | -                     |                 |              | met Emma Hewitt                                         |
| Better half of me                                             | 2011                  | -                     |                 |              | met Jonathan Mendelsohn                                 |
| World falls apart                                             | 2012                  | -                     |                 |              | met Jonathan Mendelsohn                                 |
| Go it alone                                                   | 2012                  | -                     |                 |              | met Sarah Howells                                       |
| Callisto                                                      | 2012                  | -                     |                 |              | met Shogun                                              |
| Silence in your heart                                         | 2012                  | -                     |                 |              | met Chris Madin                                         |
| Like spinning plates                                          | 2012                  | -                     |                 |              | met Emma Hewitt                                         |
| When you were around                                          | 2012                  | -                     |                 |              | met Kate Walsh                                          |
| Fool for life                                                 | 2013                  | -                     |                 |              | met Chris Madin                                         |
| Steal you away                                                | 2013                  | -                     |                 |              | met Alexander Popov & Jonathan Mendelsohn               |
| Jar Of Hearts                                                 | 2013                  | -                     |                 |              | met Christina Novelli                                   |
| Dragonfly                                                     | 2014                  | -                     |                 |              | met Carita La Nina                                      |
| Without the Sun                                               | 2016                  | -                     |                 |              | met Luca Perra                                          |
| Heaven                                                        | 2016                  | -                     |                 |              | met Do                                                  |
| Listen to Your Heart                                          | 2017                  | -                     |                 |              | met Christina Novelli                                   |

| Single met hitnotering(en) in de Vlaamse Ultratop 50 | Datum van verschijnen | Datum van binnenkomst | Hoogste positie | Aantal weken | Opmerkingen     |
| ---------------------------------------------------- | --------------------- | --------------------- | --------------- | ------------ | --------------- |
| Waiting                                              | 2009                  | 26-12-2009            | 25              | 5            | met Emma Hewitt |

### Compilaties/dj-mixes
- 2008 Worldwide trance sounds
- 2008 Worldwide trance sounds vol. 4
- 2009 Armada night "The after"
- 2010 United destination 2010
- 2011 United destination 2011

### Remixes
- 2008 Cerf, Mitiska & Jaren - You Never Said (Dash Berlin Remix)
- 2009 Dash Berlin met Emma Hewitt - Waiting (Dash Berlin 4AM Mix)
- 2009 Dash Berlin met Cerf, Mitiska & Jaren - Man On The Run (Dash Berlin 4AM Remix)
- 2009 Depeche Mode - Peace (Dash Berlin Remix)
- 2009 Medina - You & I (Dash Berlin Remix)
- 2010 Armin van Buuren & Sophie Ellis-Bextor - Not Giving Up On Love (Dash Berlin 4AM Mix)
- 2010 Dash Berlin met Susana - Wired (Dash Berlin 4AM Mix)
- 2011 Dash Berlin met Emma Hewitt - Disarm Yourself (Dash Berlin 4AM Mix)
- 2011 Filo & Peri met Audrey Gallagher - This Night (Dash Berlin Remix)
- 2011 First State met Sarah Howells - Reverie (Dash Berlin Remix)
- 2011 Morning Parade - A&E (Dash Berlin Remix)
- 2011 Lange presents. Firewall - Touched (Dash Berlin's 'Sense Of Touch' Remix)
- 2013 Dash Berlin met Chris Madin - Fool for life (Dash Berlin 4AM Remix)
- 2013 Hardwell feat. Amba Shepherd - Apollo (Dash Berlin 4AM Remix)
- 2013 Motorcycle - As The Rush Comes (Dash Berlin Remix)
- 2017 EXO - Power (Dash Berlin Remix)